# Amplikon
Amplikon je drugo ime za produkt verižne reakcijae s polimerazo (PCR) (postopek pomnoževanja DNK). Predstavlja DNK, ki nastane ob delovanju encima DNK-polimeraze po vezavi začetnih oligonukleotidov na matrično DNK. Če v eni reakciji nastane več produktov, govorimo o več amplikonih.